# Comité de pilotage
Un comité de pilotage (COPIL) est le groupe de dirigeants chargé de veiller au bon fonctionnement d'un projet au sein d'une entreprise.
Pour améliorer le suivi d'un projet et valider les choix stratégiques, il se constitue une équipe transversale au projet : le comité de pilotage. Le comité de pilotage est généralement constitué d'un membre de chaque métier impliqué dans le projet (exemple : le directeur recherche, le directeur production, le directeur financier pour un projet d'industrialisation d'un nouveau produit).
Ce comité peut s'appuyer sur l'analyse de métriques issues des activités du projet.
Un comité de pilotage peut être créé pour :
- planifier les dates clés du projet ;
- analyser les options proposées par le chef de projet ;
- décider des orientations stratégiques, des actions à entamer sur un processus de :
  - diminution des coûts
  - suivi du projet
  - d'amélioration des processus qualité

## Acteurs au sein du comité de pilotage
Le comité de pilotage regroupe des décideurs capables de rendre les arbitrages nécessaires à la conduite du projet (allocations de ressources ou de budget, révision du périmètre du projet, révision des délais, etc.). 
Le maître d'ouvrage (maître d'ouvrage stratégique ou maître d'ouvrage délégué) participe au comité de pilotage, ainsi que le responsable de la maîtrise d'œuvre. Au sein d'une entreprise, le maître d'ouvrage est souvent baptisé « sponsor », alors que le maître d'œuvre est par simplicité nommé chef de projet ou directeur de projet.
En règle générale, le maître d'ouvrage est le président du comité de pilotage. Le directeur de projet en est l'animateur.

## Projets stratégiques
Dans le cadre de projets complexes ou importants, on peut distinguer :
- un comité de pilotage, à vocation opérationnelle (suivi régulier de l'avancement du projet, prises des décisions relevant d'un champ de délégation...)
- un comité directeur, à vocation plus stratégique, souvent le comité de direction de l'entreprise, regroupant souvent les dirigeants de l'entreprise ou de l'organisation, en mesure de rendre des arbitrages qui dépassent les responsabilités des participants au comité opérationnel

Le comité de pilotage est essentiel à la sécurité du chef de projet : il valide les décisions importantes et arbitre quand nécessaire. Cela évite ainsi au chef de projet de prendre des décisions en dehors de son ressort.